# Scorpaenopsis papuensis
Scorpaenopsis papuensis är en fiskart som först beskrevs av Cuvier 1829.  Scorpaenopsis papuensis ingår i släktet Scorpaenopsis och familjen Scorpaenidae. Inga underarter finns listade i Catalogue of Life.